# السادة (حارة)

تعديل مصدري - تعديل

السادة هي إحدى حارات حي ظلمة بمدينة ظلمة أحد مدن محافظة إب، بلغ تعداد سكانها 291 نسمة حسب تعداد اليمن لعام 2004.